# Мегаспорт (палац спорту)
Палац спорту «Мегаспорт» — крита спортивна споруда розташована в Москві на Ходинському бульварі, на Ходинському полі.
Найближчі станції метро — «ЦСКА», «Полежаевская» та «Динамо».
У 2007 році в Москві і Митищах пройшли матчі чемпіонату світу з хокею. У «Мегаспорті» були проведені попередні матчі груп A і D, а також групи E кваліфікаційного раунду. Всі матчі плей-оф, у тому числі фінал і матч за бронзу.
Час від часу на арені проводили свої матчі чемпіонату КХЛ московські клуби ЦСКА та «Динамо».
|  | Це незавершена стаття про спортивну споруду. Ви можете допомогти проєкту, виправивши або дописавши її. |